# ACS Hayableh
Maillots
L'Association Club Sportive de Hayableh (en arabe : جمعية نادي هايابلي), plus couramment abrégé en ACS Hayableh, est un club djiboutien de football basé dans le quartier de Hayableh à Djibouti, la capitale du pays. 
Le club évolue en première division.